# Draft de la NWSL
El Draft de la NWSL es el evento anual en el cual los clubes de dicha liga incorporan a sus equipos jugadoras que se encuentren en su último año de universidad. El draft se inició en 2013, meses antes de la temporada inaugural de la liga, y se lleva a cabo pocos días después de finalizada una temporada.

## Reglas
El draft está compuesto de cuatro rondas en las cuales cada club selecciona una jugadora. El orden en el que cada club hace una selección lo determina la posición alcanzada en la temporada anterior, siendo el último en la tabla en elegir primero.

## Jugadoras elegidas en primer lugar
| Draft | Jugadora        | Posición      | Nacionalidad   | Equipo NWSL          | Equipo anterior          |
| ----- | --------------- | ------------- | -------------- | -------------------- | ------------------------ |
| 2013  | Zakiya Bywaters | Delantera     | Estados Unidos | Chicago Red Stars    | UCLA Bruins              |
| 2014  | Crystal Dunn    | Delantera     | Estados Unidos | Washington Spirit    | North Carolina Tar Heels |
| 2015  | Morgan Brian    | Mediocampista | Estados Unidos | Houston Dash         | Virginia Cavaliers       |
| 2016  | Emily Sonnett   | Defensora     | Estados Unidos | Portland Thorns      | Virginia Cavaliers       |
| 2017  | Rose Lavelle    | Mediocampista | Estados Unidos | Boston Breakers      | Wisconsin Badgers        |
| 2018  | Andi Sullivan   | Mediocampista | Estados Unidos | Washington Spirit    | Stanford Cardinal        |
| 2019  | Tierna Davidson | Defensora     | Estados Unidos | Chicago Red Stars    | Stanford Cardinal        |
| 2020  | Sophia Smith    | Delantera     | Estados Unidos | Portland Thorns      | Stanford Cardinal        |
| 2021  | Emily Fox       | Defensora     | Estados Unidos | Racing Louisville FC | North Carolina Tar Heels |
| 2022  | Naomi Girma     | Defensora     | Estados Unidos | Racing Louisville FC | Stanford Cardinal        |
| 2023  | Alyssa Thompson | Delantera     | Estados Unidos | Angel City FC        | Harvard-Westlake         |